# أبو أسامة المغربي
أبو أسامة المغربي واسمه الحقيقي عبد العزيز المحدالي، قائد ميداني وأمير ولاية حلب في تنظيم الدولة الإسلامية، قتل لاحقًا في سوريا.

## نبذة
ولد عبد العزيز المحدالي في حي رأس لوطا في مدينة الفنيدق في المغرب عام 1986، وكان المحدالي يعمل تاجرا بسيطا في الملابس الجاهزة، بعد أن كانت بداياته المهنية مساعدا لوالده في محل تجاري، قبل أن يستقل بعمله كتاجر، ثم أصبح لاحقا قيادي في تنظيم الدولة الإسلامية.

## بدايات
لم يكمل المحدالي دراسته الثانوية لظروفه التي اضطرته إلى العمل، وأكتفى في تحصيل العلوم الشرعية من قراءته للكتب وحضور المحاضرات العلمية والفقهية، ثم في سنة 2006 م توجه وتبنى الفكر والمنهج السلفي.
ثم قاده نشاطه في الدعوة إلى التعرف على الكثير من أبناء الحركة الإسلامية في العدل والإحسان وحركة التوحيد والإصلاح وجماعة التبليغ وغيرهم وكانت تربطه بهم علاقات جيدة، والتحق في عام 2011، بالحراك الذي شهده المغرب ممثلا في مسيرات حركة 20 فبراير منذ بداياتها.

## الذهاب إلى سوريا
قرر المحدالي التوجه إلى سوريا ووصلها يوم الثلاثاء 19 أبريل 2012، ورافقه عدد من المغاربة، ثم حين وصل إلى سوريا، وبعدما تدرج بسرعة في مسالك المقاتلين، حتى حظي بثقة قيادة جبهة النصرة، حيث كلفته بقيادة كتيبة عسكرية، لكن الأهم في مسار المحدالي قبل وصوله إلى درجة الإمارة، تأثيره الكبير في عملية الاستقطاب، حيث قاتل إلى جانبه الكثير من الشبان المغاربة، بل ومنهم من رحل إلى سوريا مباشرة ملتحقا بكتيبته.
أول حدث ساهم في بلورة شخصية عبد العزيز المحدالي والذي تلقب بلقب أبو أسامة المغربي، هو مقتل محمد الياسيني، الشاب الذي رافقه في رحلتة إلى سوريا وبمجرد مباشرة الياسيني القتال في صفوف جبهة النصرة، سقط صريعا، بعدها بشهور انقلب أبو أسامة المغربي من مولاة جبهة النصرة إلى مبايعة تنظيم الدولة الإسلامية.
أصبح لاحقا أبو أسامة المغربي الذراع اليمنى لأبو عمر الشيشاني، إذ قاد المغربي الكثير من العمليات العسكرية ضد النظام السوري في حلب وريفها ومن أهمها معركة فتح مطار منغ العسكري وإسقاط أكثر من خمس قرى تابعة للنظام. ثم عهد إلى تنفيذ الحدود، حيث كان ينفذ أحكام الإعدام بنفسه

## قتله
قتل أبو أسامة المغربي قرب مدينة الباب، إثر كمين نصبه له جبهة النصرة وحركة أحرار الشام الإسلامية وجيش المجاهدين، وكان ذلك في تاريخ 16/03/2014م.

## روابط خارجية
- من هو أبو أسامة المغربي
- مقتل أبو أسامة المغربي أمير داعش في حلب